# 増田葉子
増田 葉子（ますだ ようこ、1955年6月18日 - ）は、お天気キャスター、タレント、女優。宮城県仙台市出身。

## 人物
桐朋学園短期大学演劇専攻科卒業後、大学で学んだことを活かすには天気キャスターが最適と思い、天気キャスターに応募して採用され、TBSの『お天気メモ』『生活メモ』などに出演。
テレビのお天気キャスターだったが、志摩のぶ子・鈴木葉子とウェザー・キャスター・トリオ「レインドロップス」として「そっとさよなら」で歌手デビュー。また、そのプロポーションのよさをかわれて男性向け雑誌週刊プレイボーイのグラビアに度々登場した。水着ピンナップや表紙にも起用されたが、その後ヌードとして掲載された写真を問題視する向きもあり、番組降板を余儀なくされた。
以後は主に女優として活動。お天気キャスター当時の「ヌード」はセミヌードであったが、のち「桂木葉子」名義でヘアヌードを披露した。
なお、降板後にもレインドロップスの「そっとさよなら」は長期にわたりBGMとして使われていた。（関東地方あしたのお天気参照）

## 写真集
- 桂木葉子写真集 finest 高橋生建撮影 竹書房 1994年 ISBN 978-4884759568

## 出演

### テレビドラマ
- なぜか初恋・南風（1980年、TBS）
- サザエさんVS意地悪ばあさんVSいじわる看護婦（1984年、フジテレビ）
- 月曜ドラマランド「意地悪ばあさん GO!GO!!ハワイの巻」（1984年、フジテレビ）
- 土曜ワイド劇場 （テレビ朝日）
  - 「牟田刑事官事件ファイル4・財布を拾った女」（1985年）
  - 「探偵・神津恭介の殺人推理7・呪縛の家」（1987年）

### その他の番組
- 一枚の写真（1988年12月7日、フジテレビ）

### ラジオ番組
- NISSANナマ生ステーション・何が起こるか7時半!（1980年10月 - 1981年3月、ニッポン放送）水曜パーソナリティー